# Allium margaritiferum
Allium margaritiferum är en amaryllisväxtart som beskrevs av Aleksei Ivanovich Vvedensky. Allium margaritiferum ingår i släktet lökar, och familjen amaryllisväxter. Inga underarter finns listade i Catalogue of Life.